# Ion Lungu
Ion Lungu (n. 18 iulie 1961 la Suceava, Regiunea Suceava, Republica Socialistă România) este fostul primar al municipiului Suceava din anul 2004. El a fost ales inițial din partea PNL, fiind reales în 2008 și apoi în 2012 din partea PDL. În 2016 și în 2020 a fost reales din partea PNL.
Ion Lungu a studiat la Universitatea „Alexandru Ioan Cuza” din Iași (UAIC) și la Universitatea „Ștefan cel Mare” din Suceava (USV).